# Vier Fenster
Vier Fenster ist ein deutsches Filmdrama von Christian Moris Müller. Der Film hatte seine Welturaufführung auf den 56. Internationalen Filmfestspielen Berlin, wurde 2007 in den deutschen Kinos gezeigt und auf DVD veröffentlicht.

## Handlung
Vier Fenster demontiert das Bild der „ganz normalen“ Familie. Derselbe Alltagsausschnitt wird in vier Kapiteln jeweils aus den Perspektiven von Vater, Mutter, Sohn und Tochter immer wieder neu erzählt und legt damit die Isolation jedes einzelnen inmitten der familiären Gemeinschaft offen. Das Miteinander ist längst zur Maskerade verkommen, aber die Versuche der Eltern wie der Kinder, die fehlende Nähe bei Fremden einzufordern, scheitern und werfen sie nur umso mehr auf sich selbst zurück.

## Hintergrund
Der Film ist eine Coproduktion der schlicht und ergreifend Filmproduktion, Filmuniversität Babelsberg und der HFF München.

## Auszeichnung
Der Film wurde 2006 mit dem Franz-Hofer-Preis ausgezeichnet.

## Kritiken
„Müller hat sich für lange Planeinstellungen ohne Schnitt (Kamera: Jürgen Jürges) entschieden, um 'jeder der Figuren Raum zu geben, sich im Zuschauer auszubreiten'. Schön wäre gewesen, wenn auch das Drehbuch seinen Figuren mehr Raum gelassen hätte. Am Ende bleibt ein Hoffnungsfunken und der Schritt ins Freie, als die beiden Geschwister endlich miteinander reden.“

„All diese Liebesversuche hält die Kamera von Jürgen Jürges auf beklemmende Weise fest; mit langen Plansequenzen, die mitnehmen, was andere Filme auslassen, selbst kleine Rempler im Einkaufszentrum, und einer Kadrage, die die Verlorenheit der Figuren eindrücklich abbildet. Selten nur sehen wir eine Figur nah und frontal, die Kamera hält Abstand, bleibt im Flur zurück, wenn jemand schon im Bad verschwunden ist, oft sind Türen angeschnitten, oder eine Wand verdeckt halb die Sicht.“

„Gemeinsam mit seinem Kameramann Jürgen Jürges löst sich Müller von allem Naturalismus und erzählt streng stilisiert, in langen, quälenden Einstellungen. VIER FENSTER ist ein Film der halb geöffneten Türen, die einen Blick in die Geheimnisse jedes Beteiligten ermöglichen, ohne voyeuristischen Lustgewinn zu verschaffen. Mehr zu ahnen als zu sehen sind Ausbrüche hilfloser Gewalt.“

„Der Regisseur will aber nicht nur die Sprachlosigkeit als Metapher für gestörte Beziehungen darstellen. Er produziert auch keine sinnschweren, sondern belanglose Dialoge, die dazu dienen, das Schweigen zu vermeiden, die aber immer vom Subtext getragen werden, der sich wiederum in Blicken ausdrückt. Dies ist zweifellos eine Qualität des Films. Den Zugang zu seinem Spielfilmdebüt macht der Regisseur nicht leicht. Allzu viel Raum gibt er etwa der Beobachtung, dem bloßen Verfolgen seiner Figuren. Dabei haben die Bilder durchaus Qualität, schließlich konnte Müller Jürgen Jürges für die Bildgestaltung gewinnen.“